# Раг Аган
Спортивний клуб Раг Аган Яздан або просто «Раг Аган» (перс. باشگاه فوتبال راه آهن‎) — професіональний іранський футбольний клуб з міста Тегеран, який виступає в другому за силою дивізіоні чемпіонату Ірану, Лізі Азадеган. Раг Аган один з найстаріших футбольних клубів Ірану.

## Історія

### Заснування
Раг Аган було засновано в 1937 році в Тегерані, але був викуплений Кешм Ейрлайнс. Він є одним з найстаріших футбольних клубів країни, серед тих, які продовжують існувати. У 1939 році «Раг Аган» вперше взяв участь в Лізі Тегерану. 4 січня 1940 року команда зіграла свій перший офіційний матч, проти ФК «Базаргані» та здобула перемогу з рахунком 11:0. В даний час «Раг Аган» належить Пейману Кіаняну.

### 1950-ті роки
Під час Світової війни в 1940-их роках «Раг Аган» припинив виступи у футбольних змаганнях, і лише в 1950-их роках команда відновила свої виступи. Після відновлення своїх виступів уже під назвою «Піруз» команда проводила свої матчі на ґрунтових спортивних майданчиках поблизу залізничної станції. В основному гравцями команди були працівники залзниці. У 1955 році з приходом Расула Мададнаві з Тебризу, клуб повернувся до історичної назви «Раг Аган» та почав залучати до складу не лише працівників залізниці. Після вдалого виступу в сезоні 1958 року «Раг Аган» вийшов до Першого дивізіону ліги Тегерану, але через нові обмеження щодо кількості приватних клубів у Лізі Тегеран, клуб було позбавлений цього права та зрештою припинив своє існування.

### Напередодні Революції
У 1963 році «Раг Аган» знову розаочав свої виступи в Другому дивізіоні Ліги Тегерану, а в 1966 році вийшов до Першого дивізіону ліги Тегерану. У 1973 році було створено Тах Джамшид Кубок, першу національну лігу Ірану. У перших двох розіграшах Кубку «Раг Аган» фінішував на високих 7-му та 9-му місцях. У 1976 році клуб вилетів до Другого дивізіону. Але в цьому єдиному сезоні «Раг Аган» виграв Другий дивізіон та повернувся до Кубку Тах Джамшид. У 1978 році «Раг Аган» знову вилетів до Другого дивізіону, але команда так і не змогла завершити чемпіонат у Другому дивізіоні через те, що розпочалася Ісламська революція.

### Про Ліга Ірану
Після створення Про Ліги Ірану в 2001 році «Раг Аган» посів місце у другому дивізіоні, Лізі Азадеган. У 2005 році команда стала срібним призером Ліги Азадеган та отримує путівку до іранської Про Ліги. З того часу «Раг Аган» займав місця в середині турнірної таблиці, але з приходом на посаду президента клубу Ансаріфарда команда почала виступати більш стабільно. В сезоні 2008/09 років «Раг Аган» посів 11-те місце та зміг уникнути вильоту завдяки вдалому результату в останньому турі.

### Алі Даеї
У сезоні 2012/13 років під керівництвом Алі Даеї команда стартувала раніше від інших суперників і на початку чемпіонату займала високе 4-те місце, але ближче до завершення чемпіонату демонструвала довол посередню гру і, як наслідок, у підсумковій турнірній таблиці посіли досить скромне 8-ме місце. Того ж року «Раг Аган» відправився в турне по Туреччині, в рамках якого перемогли наближчих резервістів стамбульського Галатасараю з рахунком 4:1, а також поступився клубу турецької Суперліги Істанбул Башакшехір з рахунком 2:3. По завершенню сезону 2012/13 років Алі Даеї залишив «Раг Аган» та підсилив «Персеполіс».

### Проблемні роки
Напередодні старту сезону 2013/14 років стало відомо, що новим головним тренером команди став Мансур Ебрагімзаде, на чолі з новим головним тренером «Раг Аган» завершив чемпіонат в середині турнірної таблиці, на 11-му місці. В кінці сезону Ебрагімзаде оголосив, що він залишає посаду головного тренера «Раг Агану». Його наступником став колишній головний тренер «Персеполісу» Хамід Естілі. Під його керівництвом команда виступала досить невдало, до того ж у клубу розпочалися фінансові проблеми, тому уже незабаром Естілі було звільнено, а новим головним тренером команди став колишній футболіст «Раг Агану» Фархад Каземі.

## Досягнення
- Кубок Фавзі
  -  Срібний призер (1): 2008/09

- Ліга Азадеган
  -  Чемпіон (1): 1976/77
  -  Срібний призер (1): 2004/05

- Ліга Тегерану
  -  Срібний призер (1): 1994/95

- Другий дивізіон ліги Тегерану
  -  Срібний призер (1): 1992/93

## Статистика виступів у національних турнірах
| Сезон   | Див. | Ліга                    | Місце          | Кубок Хазфі    | Примітки                |
| ------- | ---- | ----------------------- | -------------- | -------------- | ----------------------- |
| 1968/69 | 1    | Ліга Тегерану           | 10-те          | Не брав участі |                         |
| 1969/70 | 1    | Ліга Тегерану           | 8-ме           | Не брав участі |                         |
| 1970/71 | 1    | Ліга Тегерану           | 10-те          | Не брав участі |                         |
| 1973/74 | 1    | Кубок Тахта Джамшида    | 7-ме           | Не брав участі |                         |
| 1974/75 | 1    | Кубок Тахта Джамшида    | 9-те           | Не брав участі |                         |
| 1975/76 | 1    | Кубок Тахта Джамшида    | 15-те          | 1/4 фіналу     | Вибування               |
| 1976/77 | 2    | 2-ий дивізіон           | 1-ше           | 1/16 фіналу    | Підвищення              |
| 1977/78 | 1    | Кубок Тахта Джамшида    | 16-те          | Не брав участі | Вибування               |
| 1978/79 | 2    | 2-ий дивізіон           | ?              | Не брав участі | Чемпіонат не завершився |
| 1979/80 | 1    | Ліга Тегерану           | Не брав участі | Не брав участі |                         |
| 1980/81 | 1    | Ліга Тегерану           | Не брав участі | Не брав участі |                         |
| 1981/82 | 1    | Ліга Тегерану           | 5-те           | Не брав участі |                         |
| 1982/83 | 1    | Ліга Тегерану           | 9-те           | Не брав участі |                         |
| 1983/84 | 1    | Ліга Тегерану           | 10-те          | Не брав участі |                         |
| 1984/85 | 1    | Ліга Тегерану           | ?              | Не брав участі | Чемпіонат не завершився |
| 1985/86 | 1    | Ліга Тегерану           | 8-ме           | Не брав участі |                         |
| 1986/87 | 1    | Ліга Тегерану           | 6-те           |                |                         |
| 1987/88 | 1    | Ліга Тегерану           | 6-те           |                |                         |
| 1988/89 | 1    | Ліга Тегерану           | 12-те          |                |                         |
| 1989/90 | 1    | Ліга Тегерану           | 9-те           | Не стартував   |                         |
| 1990/91 | 1    | Ліга Тегерану           | 17-те          |                | Вибування               |
| 1991/92 | 4    | 2-ий див. ліги Тегерану | 5-те           |                |                         |
| 1992/93 | 4    | 2-ий див. ліги Тегерану | 2-ге           | Не стартував   | Підвищення              |
| 1993/94 | 3    | Ліга Тегерану           | 7-ме           |                |                         |
| 1994/95 | 3    | Ліга Тегерану           | 2-ге           |                | Підвищення              |
| 1995/96 | 2    | 2-ий дивізіон           | 5-те           |                |                         |
| 1996/97 | 2    | 2-ий дивізіон           | 6-те           |                |                         |
| 1997/98 | 2    | 2-ий дивізіон           | 6-те           | Не стартував   |                         |
| 1998/99 | 2    | 2-ий дивізіон           | 4-те           |                |                         |
| 1999/00 | 2    | 2-ий дивізіон           | 6-те           |                |                         |
| 2000/01 | 2    | 2-ий дивізіон           | 4-те           |                |                         |
| 2001/02 | 2    | 2-ий дивізіон           | 8-ме           |                |                         |
| 2002/03 | 2    | Ліга Азадеган           | 11-те          |                |                         |
| 2003/04 | 2    | Ліга Азадеган           | 11-те          |                |                         |
| 2004/05 | 2    | Ліга Азадеган           | 2-ге           |                | Підвищення              |
| 2005/06 | 1    | Про Ліга                | 13-те          |                |                         |
| 2006/07 | 1    | Про Ліга                | 16-те          | 1/16 фіналу    |                         |
| 2007/08 | 1    | Про Ліга                | 12-те          | 1/4 фіналу     |                         |
| 2008/09 | 1    | Про Ліга                | 11-те          | Фінал          |                         |
| 2009/10 | 1    | Про Ліга                | 14-те          | 1/16 фіналу    |                         |
| 2010/11 | 1    | Про Ліга                | 15-те          | 1/16 фіналу    |                         |
| 2011/12 | 1    | Про Ліга                | 11-те          | 1/16 фіналу    |                         |
| 2012/13 | 1    | Про Ліга                | 8-ме           | 1/8 фіналу     |                         |
| 2013/14 | 1    | Про Ліга                | 11-те          | 1/4 фіналу     |                         |

## Відомі гравці
| - Геворг Каспаров - Гамлет Мхітарян - Валерій Алексанян - Родрігу Антоніу Лопеш Бельхіор - Сісеру Рікарду ді Соужа - Муслім Мубарак - Давид Танья Віріком | - Ісса Траоре - Мохамед Аль-Зено - Мохамед Алі Гарзул - Мартін Кайонго-Мутумба - Сезар Пеллегрін - Альваро Пінтос |

## Відомі тренери
| - Расул Мададноеї (1937–40) - Амір Абуталеб (1940–42) - Парвіз Абуталеб (1942–45) - Іван Конов (1945–50) - Ардешир Ларубі (1950–51) - Асгар Тагібейг (1951) - Мохамад Ешахзаде (1951–53) - Нассер Ебрагімі (1953–56) - Гасем Табібі (1956–75) - Амір Абуталеб (1975–76) - Реза Ватанха (1976–82) - Ахмад Тусі (1982–85) - Ірай Гклікхані (1985–86) - Алі Гівеї (1986–87) - Маджид Джанані (1987–90) - Масуд Егаблі (1990–96) - Беруз Табані (1996–00) | - Мостафа Ганбарпур (липень 2000–липень 2002) - Хамід Деракшхан (липень 2002–червень 2003) - Аббас Мусіванд (червень 2003–червень 2004) - Фіруз Карімі (червень 2004–лютий 2006) - Беруз Табані (березень 2006–травень 2006) - Аббас Разаві (червень 2006–листопад 2006) - Акбар Місагхіан (грудень 2006–лютий 2008) - Давуд Махабаді (березень 2008–жовтень 2008) - Махмуд Яварі (жовтень 2008–квітень 2009) - Мехді Тартар (квітень 2009–червень 2009) - Ерні Брандтс (1 липня 2009–грудень 2009) - Мехді Тартар (грудень 2009–червень 2010) - Расул Корбеканді (червень 2010–вересень 2010) - Мехді Тартар (вересень 2010–липень 2011) - Алі Даеї (липень 2011–травень 2013) - Мансур Ебрахімзаде (липень 2013–липень 2014) - Хамід Естілі (липень 2014–) |